# Brezovljani
Brezovljani falu Horvátországban Kapronca-Kőrös megyében. Közigazgatásilag Sveti Ivan Žabnóhoz  tartozik.

## Fekvése
Kőröstől 10 km-re délkeletre, községközpontjától 2 km-re nyugatra a Bilo-hegység lejtőin fekszik.

## Története
A régészeti leletek tanúsága szerint területe már 7000 évvel ezelőtt a kőkorszakban is lakott volt. Az i.e. 4800 és 4650 között virágzott sopoti kultúra egyik leggazdagabb leletegyüttese került itt elő, melyet a szakirodalom a sopoti kultúra brezovljani típusaként tart számon.
A falut 1628-ban "Brezowlian" néven a Tompa család birtokaként mint szerbek lakta települést említik. 1857-ben 305, 1910-ben 485 lakosa volt. Trianonig Belovár-Kőrös vármegye Körösi járásához tartozott. 2001-ben 332 lakosa volt.

## Nevezetességei
A Brezovljani régészeti lelőhely széles szántóterületen terül el egy domb déli, szelíd lejtőjén, Mihajlica településrésztől keletre. A lelőhely a domb lejtőjén található, amely alatt a Barna-patak folyik. A lelőhelyet 1971-ben fedezték fel és 1973 óta kutatják. Az itt talált kerámiaanyag alapján a lelőhelyet a szakemberek a Sopot kultúra sajátos, Brezovljani-típusához sorolták, amely a középső és a késő neolitikum közötti átmenetre, az i. e. 4900 és az i. e. 4500 közötti időre datálódik. A telepet műhelyre és lakó részre osztották. A régészeti anyagok közül a leggyakoribban a cseréptöredékek voltak, számos kőeszközzel.

## Külső hivatkozások
A község hivatalos oldala